# Beachy Amish
Los Beachy amish son formalmente un subgrupo de Amish, pero son menos tradicionales que otros grupos de amish. Aunque han conservado el nombre "amish", en algunos aspectos son distintos de lo que normalmente se pensaría como amish: no usan  coches de caballos, muchos no hablan el alemán de Pensilvania y no tienen tantas restricciones en la tecnología (como no escuchar a radio o utilizar internet).
Los Beachy amish se separaron de los amish del antigua orden en el condado Somerset en el año 1927. El nombre "Beachy amish" se les pusieron a razón del obispo Moses M. Beachy, ministro en la congregación en aquel entonces. Los amish que seguieron al obispo Beachy querían aplicar una disciplina más moderada para con los miembros de la iglesia que sólo quería transferir su membriesa a otra congregación anabaptista (por ejemplo, a una congregación menonitas amish que se separó de la iglesia amish de Beachy unos 20 años anteriormente).
En distinción a los amish del antigua orden, los Beachy amish utilizan capillas, tienen escuelas dominicales y escuelas bíblicas para los jóvenes. Además, la mayoría participan en la obra misionera. La excomulgación no se aplica tan fácilmente y la apartación social de los errados no es tan severa.
Pasando el tiempo, se han visto divisiones entre los Beachy amish. Los tradicionalistas quieren preservar los antiguas prácticas de los Beachy amish y se separaron de los modernistas y formaron sus propias congregaciones. Hoy en día a los tradicionalistas se les conoce como los antiguos Beachy amish.
Los Beachy amish forman una asociación informal de iglesias sin un cuerpo gobernante central; por lo tanto, ciertas características no son compartidas por todas las congregaciones de los Beachy amish. Algunas similitudes incluyen la adhesión a la Confesión de Fe de Dordrecht y practicar diversos grados de la doctrina anabaptista, como la no resistencia, la indumentaria llana, la separación iglesia-estado y el bautismo de adultos.